# گمینا کراسنوشلتس
گمینا کراسنوشلتس (به لهستانی:  Gmina Krasnosielc) یک گمینا در لهستان است که در شهرستان ماکوف واقع شده‌است. گمینا کراسنوشلتس ۱۶۶٫۹۶ کیلومتر مربع مساحت و ۶٬۵۴۴ نفر جمعیت دارد.